# SkyAir
SkyAir, legalmente Sky Capital Airlines e conosciuta anche come Sky Capital Cargo, è una compagnia aerea cargo con sede a Dacca, Bangladesh e con hub principale all'aeroporto Internazionale di Dacca-Hazrat Shahjalal.

## Storia
La compagnia aerea ha ricevuto un certificato di operatore aereo (COA) rilasciato dalla Civil Aviation Authority del Bangladesh nel novembre 2009. Le operazioni commerciali sono iniziate il 26 gennaio 2010.

## Flotta

### Flotta attuale
A dicembre 2022 la flotta di SkyAir è così composta:

### Flotta storica
SkyAir operava in precedenza con i seguenti aeromobili:
- 2 Lockheed L-1011F TriStar[7]
- Pilatus PC-12